# نگل (سنندج)
نگل، روستایی از توابع بخش کلاترزان شهرستان سنندج در استان کردستان ایران است.
این روستا در دهستان نگل قرار دارد و براساس سرشماری مرکز آمار ایران در سال۱۴۰۰، جمعیت آن ۱۷۳۲ نفر (۵۲۶خانوار) با دهیاری آقای کیومرث فرجی می‌باشد.
نگل در ۶۵ کیلومتری شهر سنندج و در مسیر سنندج - مریوان قرار دارد. این روستا در میان دره قرار دارد و رودخانهٔ «شوشیر» از جنوب آن می‌گذرد. این روستا از طرف شمال به کوه «حسن عالی»، از جنوب شرقی به کوه «پل چرمو»، از جنوب به کوه «قژاکان»، از شمال غربی به دره «کانی چرمو» و کوه «کوره میانه»، از غرب و جنوب غربی به دره «کاچول» و از شمال شرقی به «رسنی دره» محدود می‌شود. مردم روستای نگل به زبان کردی سورانی سخن می‌گویند و اهل تسنن هستند.

## قرآن نگل

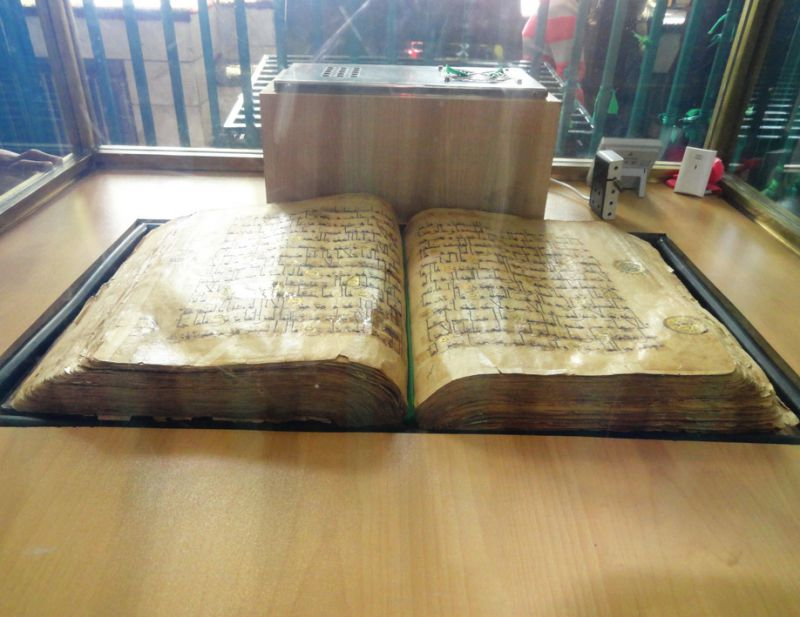
قرآن نگل

«قرآن نگل»، قرآن بزرگی است که با خط کوفی بر کاغذ ضخیم و قهوه‌ای رنگی نوشته شده‌است و به علت تشابهش با پوست، در بین مردم به «پوست آهو» شهرت یافته‌است. سبک و شیوه نگارش قرآن مربوط به سده چهارم هجری است، اما مردم روستا آن را به عثمان بن عفان خلیفهٔ سوم نسبت می‌دهند. این قرآن هم‌اکنون در مسجد روستا واقع در مسیر جاده مریوان و در ۶۰ کیلومتری سنندج نگهداری می‌شود و مورد احترام فوق العادهٔ مردم است. دربارهٔ پیدایش قرآن نگل می‌گویند که در زمان گذشته، چوپانی در این منطقه سرگرم چرای گوسفندان بوده‌است که ناگهان گل بسیار زیبایی، توجه او را به خود جلب می‌کند. وقتی گل را از زمین بیرون می‌آورد، چاله‌ای پدید می‌آید و صندوقچه‌ای می‌بیند. چوپان که به تنهایی نمی‌تواند صندوقچه را بیرون آورد، اهالی روستا را خبر می‌کند. مردم، صندوقچه را بیرون می‌آورند و می‌بینند قرآن بزرگی در آن صندوقچه وجود دارد.
چون این قرآن در اثر توجه چوپان به گلی زیبا، کشف شده بود، این محل به «نوگل» معروف شد و مردم، مسجدی به نام «مسجد نوگل» را بنا نهادند که به مرور زمان به «مسجد نگل» شهرت یافت.

## نگارخانه

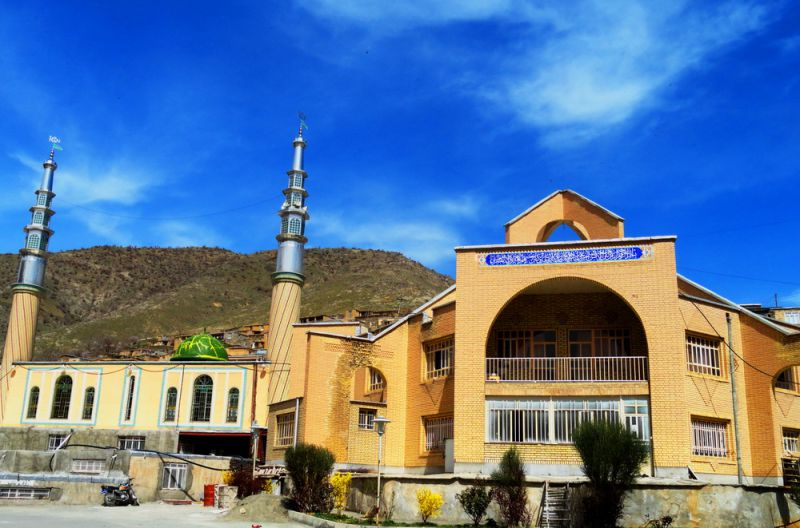
مسجد نگل (محل نگهداری قرآن نگل)
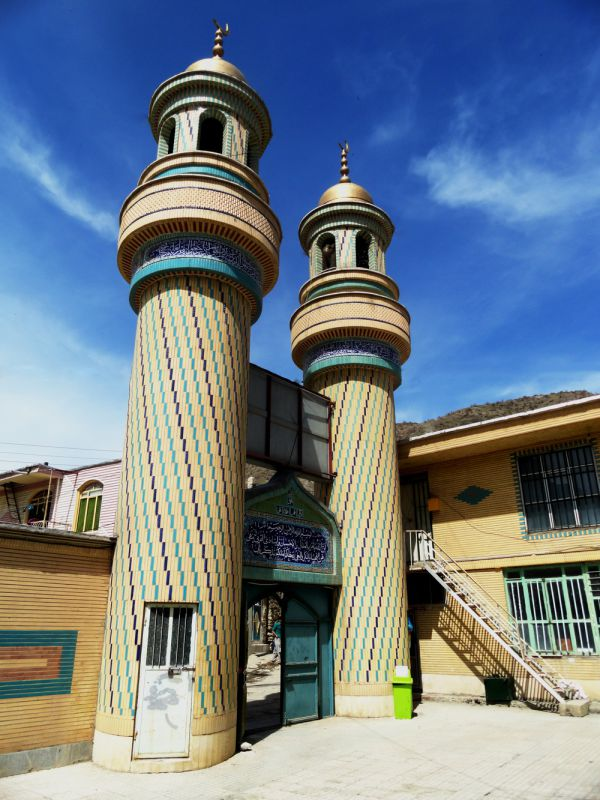
مسجد نگل (محل نگهداری قرآن نگل)